# Alchemilla incisa
Alchemilla incisa es una especie de planta del género Alchemilla, perteneciente a la familia Rosaceae.

## Taxonomía
Alchemilla incisa fue descrita por Robert Buser en 1892.

## Distribución
Se encuentra en el territorio de Europa.